# Tedzsoni egyházmegye
A Tedzsoni egyházmegye egy római katolikus egyházmegye. Püspöki székvárosa a koreai Tedzsonban található. A Szöuli főegyházmegye ^szuffragán egyházmegyéje.

## Főpapok

### tedzsoni apostoli vikárius
- Adrien-Joseph Larribeau, M.E.P. (1958–1962)

### tedzsoni püspökök
- Adrien-Joseph Larribeau, M.E.P. (1962–1965)
- Peter Hwang Min Syeng (1965–1984)
- Joseph Kyeong Kap-ryong (1984–2005)
- Ju Hungsik (2005–2021)[1]

### koadjutor püspök (2003–2005)
- Augustinus Kim Jong-soo (2022–hivatalban)[2]

### segédpüspök
- Augustinus Kim Jong-soo (2009[3]–2022)[2]
- Stephanus Han Jung-hyun (2020[4]–hivatalban)

## Fordítás
Ez a szócikk részben vagy egészben  a   Roman Catholic Diocese of Daejeon című eve Wikipédia-szócikk ezen változatának fordításán alapul.  Az eredeti cikk szerkesztőit annak laptörténete sorolja fel. Ez a jelzés csupán a megfogalmazás eredetét és a szerzői jogokat jelzi, nem szolgál a cikkben szereplő információk forrásmegjelöléseként.

## Szomszédos egyházmegyék
- Szuvoni egyházmegye (észak)
- Cshongdzsui egyházmegye (északkelet)
- Csondzsui egyházmegye (dél)